# Marsdenieae
Marsdenieae és una tribu d'angiospermes pertanyent a la família de les apocinàcies (gencianals) de distribució pantropical, amb predominen les espècies forestals. Composta per unes 570 espècies agrupades dins de 36 gèneres. Es tracta d'un grup parafilètic.
La majoria de les espècies d'aquesta tribu són lianes llenyoses amb la notable excepció de les incloses als gèneres Hoya (unes 100 espècies) i Dischidia (unes 80 espècies), les quals són lianes epífites suculentes. Moltes espècies són emprades en la medicina tradicional i són objecte d'investigació per les seues propietats antitumorals i antidiabètiques. Totes presenten pol·linis erectes amb caudícules.

## Taxonomia
La tribu Marsdenieae està formada per 36 gèneres:
| - Absolmsia - Anatropanthus - Anisopus - Asterostemma - Campestigma - Cathetostemma - Cionura - Clemensiella - Cosmostigma | - Dalzielia - Dischidanthus - Dischidia - Dolichopetalum - Dregea - Gongronema - Gunnessia - Gymnema - Harmandiella | - Heynella - Hoya - Jasminanthes - Lygisma - Madangia - Marsdenia - Micholitzia - Oreosparte - Papuastelma | - Pycnorhachis - Rhyssolobium - Sarcolobus - Stephanotis - Stigmatorhynchus - Telosma - Thozetia - Treutlera - Wattakaka |